# Драгомир
 Тази статия е за селото в България.  За средновековния владетел вижте Драгимир.  
Драгомир е село в Южна България. То се намира в община Съединение, област Пловдив.

## География
Село Драгомир е разположено в Южен-Централен район, в подножието на Средна гора, в непосредствена близост до язовир „Пясъчник“, Старосел, Копривщица, Панагюрище, Красновски минерални бани и Хисаря.
Надморската височина на селото е от 300 – 499 м., като района е хълмист („Кара тепе“, „Русински връх“ и „Дончова могила“).

## История
Интересно е наименованието на една от махалите в селото. Името и е: „Кършияка“. Възрастните жители на Драгомир, твърдят, че то е производно от турското – „Кърши яка“ (бъл: от другата страна). Поради факта, че за да се стигне да тази махала се минава през мостче, под което тече малка река.

## Обществени институции
В с. Драгомир се намира църковният храм „Свети Димитър“. По сведение на архитекта на митрополията в гр. Пловдив църквата е построена върху основите на стара църква, съществувала още от времето на османската власт. През 2005 година, използвайки основите на вече съществуващият храм „Свети Димитър“ родолюбиви драгомирци със собствени пожертвования и дарения възраждат храма отново, който е осветен на 08.05.2005 г. от пловдивския митрополит Арсений.
Народно читалище „Искра“ – с. Драгомир е създадено на 23.10.1931 г. по инициатива на младия учител Петър Боев и някои будни младежи от селото. Библиотеката при читалището към днешна дата разполага с общо 6750 тома книги.

## Паметници
В центъра на с. Драгомир, са изградени два паметника. Единият увековечава паметта на всички загинали войни от селото във войните за национално обединение. Проектът за паметника е изготвен още след Първата световна война, но е реализиран едва след 1925 г. В непосредствена близост до този паметник е изграден и другият. В местността „Св. Георги“ – (местността се намира над селото) е изграден паметник, който означава мястото, на което на 02.06.1999 г. при учебно-тренировъчен полет катастрофира изтребител МиГ-21 с пилоти: майор Георги Русев и капитан Сашо Николов.

## Редовни събития
- 14.02 – „Трифон Зарезан“ се отбелязва ежегодно с ритуално „зарязване“ на лозята, тъй като района по традиция е лозарски.
- 22.03 – Кукерски обичай „Джумал“, възроден през 2014 г. Посреща се пролетта и се гонят злите духове. Обикаля се всяка къща и се благославя за здраве и берекет. В него вземат участие голяма част от жителите на селото.
- 06.05 (Гергьовден) – Традиционният ежегоден събор на селото в местността „Свети Георги“, в която се провежда съборът с традиционните „борби“. В по-нови времена „борбите“ се провеждат в парка на селото, който се намира с близост до кметството.

## Дадени жертви от селото в различни периоди
Загинали през Балканската война (1912 – 1913 г.)
- Андон Андреев
- Блако Стойнов Малинов
- Георги Лулчев Иванов
- Георги Колев Матов
- Димитър Виденов
- Иван Кунчов Лулов
- Манчо Велков
- Петър Русев
- Петър Търкаланов
- Петко Георгиев Матов
- Спас Лазаров Гущеров
- Стоян Пенчев Иванчев

Загинали през Първата световна война (1915 – 1918 г.)
- Атанас Иванов Иванчев
- Андон Димитров Боев
- Атанас Златанов
- Георги Добрев Нетов
- Григор Георгиев Зяпков
- Георги Николов Боев
- Георги Цоцев
- Георги Марин
- Динко Цоцев
- Димитър Петров
- Илия Иванов
- Иван Симеонов
- Коста Пенчев Иванчев
- Марин Русинов Стоянов
- Марко Царев
- Никола Стойчев Калайджиев
- Никола Стоянов
- Никола Виденов
- Никола Лулов
- Петко Динков Дончев
- Петър Ангелов Мирчев
- Стоян Петков Брандийски

Убити през Втората световна война
- Марко Георгиев Григоров
- Пено Георгиев Пенов
- Петър Костов Стоянов
- Васил Стоянов Съталийски

Убити земеделци в периода 1923 – 1925 г.
- Динко Спасов Матов
- Слави Маклатинов
- Атанас Динков

Убити от комунистите
- Динко Нисторов Георгиев през 1944 г.
- Отец Георги Атанасов

Лежали в комунистическия лагер в гр. Белене
- Стоян Николов Атанасов – „Сирака“
- Илия Рафаилов
- Луко Маклатинов

## Икономика
В района около селото са разположени множество лозови масиви, в които преобладават винените сортове: „мерло“ и „каберне“.
1. ↑  www.grao.bg